# Lill-Havssjön
Lill-Havssjön är en sjö i Storumans kommun i Lappland och ingår i Umeälvens huvudavrinningsområde. Sjöns area är 0,41 kvadratkilometer och den är belägen 377 meter över havet.